# Sri Aurobindo Ashram

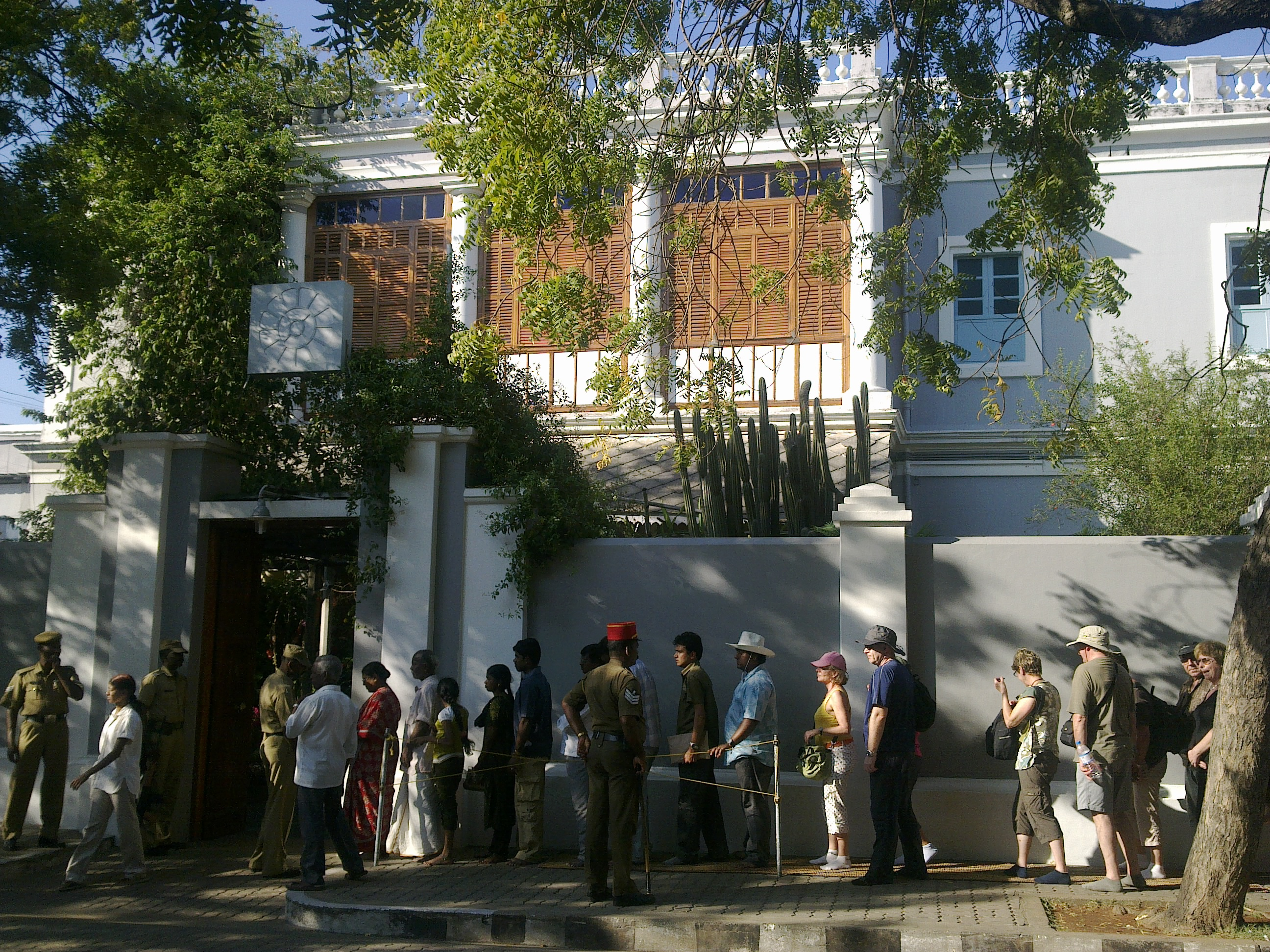
Eingang zum Hauptgebäude des Sri Aurobindo Ashram in Puducherry

Der Sri Aurobindo Ashram ist das spirituelle Zentrum der Anhänger Aurobindos und Mirra Alfassas, der „Mutter“. Der Name steht insbesondere für das Hauptgebäude der Gemeinschaft im nordöstlichen Teil Puducherrys an der Ostküste Südindiens, wo sich die früheren Wohnräume und das gemeinsame Grabmal („Samadhi“) der beiden Gründer befinden.

## Geschichte
Aurobindo hatte seit 1910 zunächst mit einigen wenigen Schülern in verschiedenen Häusern in der südindischen Stadt Puducherry gewohnt. Nach der endgültigen Ankunft seiner spirituellen Gefährtin, der Mutter, im Jahr 1920 kamen eine wachsende Anzahl von Schülerinnen und Schülern hinzu. Der Aschram als solcher entstand nach dem November 1926, als Aurobindo sich zur Entwicklung seines integralen Yoga-Weges weitgehend zurückzog und der Mutter die Verantwortung für die Organisation und Betreuung der Gemeinschaft übertrug. Die meisten Anhänger kamen, weil sie sich von der Persönlichkeit und Ausstrahlung Aurobindos angezogen fühlten oder auch sein großes Engagement als Freiheitskämpfer bewunderten. Zu einem späteren Zeitpunkt übte auch die Mutter einen ähnlichen „Sog“ aus.
Im Laufe der folgenden Jahrzehnte wurden zahlreiche Gebäude in der Stadt Puducherry erworben oder gemietet und viele Betriebe und Einrichtungen gegründet, wie eine große Küche mit Speisesaal, Gästehäuser, Fabriken, Bäckereien, landwirtschaftliche Betriebe, eine Druckerei und Sportstätten. Aurobindo und die Mutter lebten im Hauptgebäude im Nordosten der Stadt Puducherry nahe der Küste. Im Innenhof dieses Gebäudes befindet sich heute der „Samadhi“, die gemeinsame Grabstätte Aurobindos und der Mutter, deren Körper gemäß einer Tradition des Hinduismus nicht eingeäschert wurden, da beide als bedeutende spirituelle Persönlichkeiten angesehen werden und man glaubt, dass ihr physischer Leib auch nach dem Tod die Erde segnet.
Die Zahl der Mitglieder des Aschrams betrug 1926 noch 24, im Jahr 1929 wohnten bereits 85 in 17 Häusern, und als Aurobindo 1950 starb, waren es ca. 800. Heute leben und arbeiten ca. 1500 Aschram-Mitglieder in über 400 Gebäuden. Hinzu kommen zahlreiche Anhänger aus der ganzen Welt, die nicht Mitglieder sind, aber weitgehend am Leben im Aschram teilhaben und in Gästehäusern oder auch Privathäusern leben. Ein Zweig des Sri Aurobindo Ashrams findet sich in Delhi.

## Ziele und Ideale
Der Aschram bietet den Bewohnern die Möglichkeit, kollektiv Aurobindos Integralen Yoga zu praktizieren, der auf eine ganzheitliche Entwicklung des Menschen abzielt und aufgrund seiner diesseitigen, weltbejahenden Ausrichtung großen Wert auf den Yoga der Werke (Karma-Yoga) legt. Zahlreiche Aktivitäten wie Sportveranstaltungen, Theater- und Musikaufführungen etc. ermöglichen es den Mitgliedern des Aschrams, ihren individuellen Interessen nachzugehen und ihre spirituelle Entfaltung im Einklang mit Aurobindos Idealen zu gestalten. Kinder und Jugendliche werden in Aschram-eigenen Einrichtungen ausgebildet. Das „International Centre of Education“, das gegenüber dem Hauptgebäude des Aschrams liegt, führt bis zur Universitätsreife.

## Veröffentlichungen
Nachfolgend eine Auswahl von Zeitschriften, die vom Sri Aurobindo Ashram oder von Einrichtungen, die mit ihm zusammenarbeiten, veröffentlicht werden:
- Sri Aurobindo Mandir Annual, jährlich, Kolkata seit 1942
- Bartika (in Bengali), vierteljährlich, Kolkata seit 1942
- The Advent, vierteljährlich, Puducherry seit 1944
- Sri Aurobindo Circle, jährlich, Puducherry seit 1945
- Bulletin of Physical Education (jetzt: Bulletin of Sri Aurobindo International Centre of Education), vierteljährlich, Puducherry, seit 1949, Englisch-Französisch
- Mother India, monatlich, Puducherry, seit 1949
- Srinvantu, vierteljährlich, seit 1956